# Жінки під час російського вторгнення в Україну (з 2022 року)
Жінки України активно беруть різноманітну участь від початку повномасштабного російського вторгнення в Україну 24 лютого 2022 року: у Збройних силах, волонтерському русі, в тилу, в мирних акціях і протестах та міжнародній адвокації України.

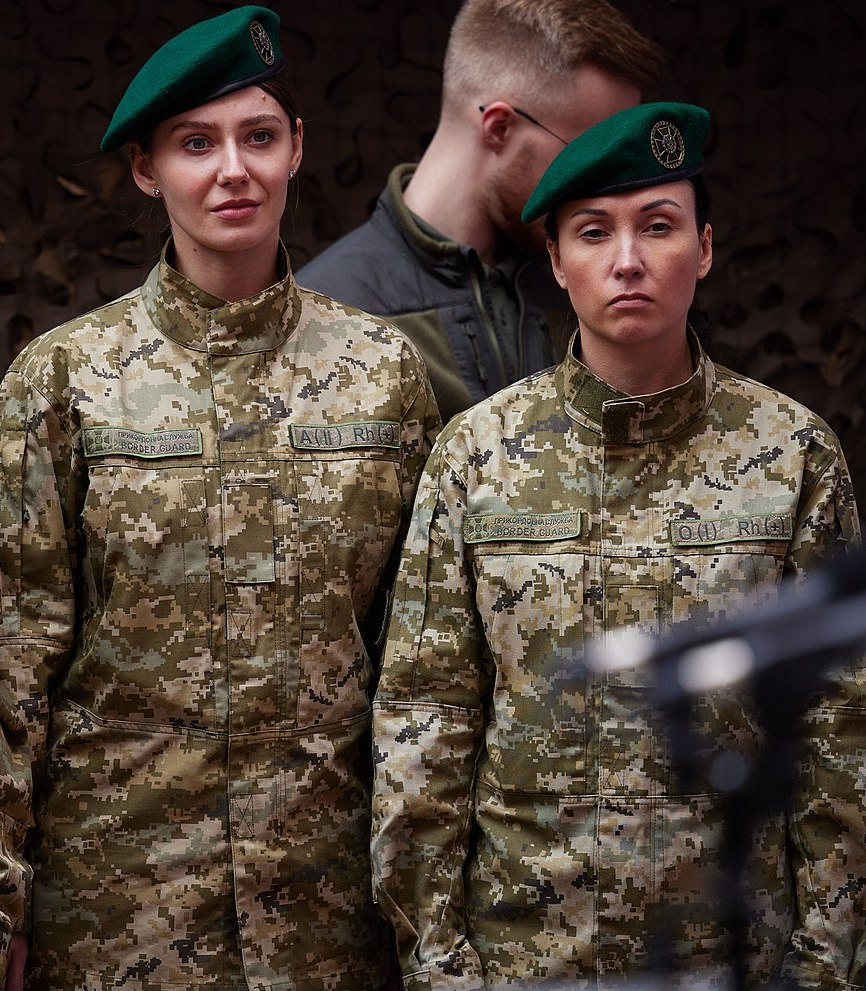
Українські прикордонниці під час вручення нагород Президентом України Володимиром Зеленським, 30 квітня 2022 року

Перша леді України Олена Зеленська заявила, що «наш опір, як і наша майбутня перемога, набули виразно жіноче обличчя», і висловила шану українським жінкам за службу в армії, виховання дітей у військовий час та надання основних послуг.

## Передумови
З початком російсько-української війни у 2014 році відбулося значне зростання ролі жінок в українському війську, включно з доступом до посад, які були раніше зарезервовані лише для чоловіків. Посади стали доступними й для жінок, а загальна кількість жінок, які приєдналися до Збройних сил України, зросла більш ніж удвічі. Однак дискримінація та переслідування залишилися серйозними проблемами в середовищі українських військових[джерело?][ненейтрально]. У відповідь розгорнувся жіночий волонтерсько-мілітарний рух (з такими ініціативами, як Жіночий ветеранський рух, Невидимий батальйон, Українська Жіноча Варта).
У відповідь на вторгнення значна кількість жінок зголосилася воювати у складі ЗСУ. Міа Блум і Софія Москаленко з Університету штату Джорджія заявили, що «українські жінки історично мали незалежність, яка не поширена в інших частинах земної кулі», і що «Україна пропонує унікальне уявлення про роль, яку жінки можуть відігравати в захисті нації та як власне лідерки».

## Втрати
| п/п | Прізвище, ім'я, по-батькові    | Звання/посада | Дата народження | Дата смерті | Місце смерті                 |
| --- | ------------------------------ | --- | --------------- | ----------- | ---------------------------- |
| 1.  | Шорис Ольга Павлівна           | старший солдат, 14-та радіотехнічна бригада (Україна), 141-а окрема радіолокаційна рота                              | 1978            | 24.02.2022  | с. Липецьке, Одеська область |
| 2.  | Косар Лілія Ігорівна           | солдат, 14-та радіотехнічна бригада (Україна), 141-а окрема радіолокаційна рота                                      | 1978            | 24.02.2022  | с. Липецьке, Одеська область |
| 3.  | Скурат Тетяна Валентинівна     | солдат, 14-та радіотехнічна бригада (Україна), 141-а окрема радіолокаційна рота                                      | 1987            | 24.02.2022  | с. Липецьке, Одеська область |
| 4.  | Процишина Наталія Андріївна    | солдат, 14-та радіотехнічна бригада (Україна), 141-а окрема радіолокаційна рота                                      | 1978            | 24.02.2022  | с. Липецьке, Одеська область |
| 5.  | Барбул Вікторія Вікторівна     | старший солдат, 14-та радіотехнічна бригада (Україна), 141-а окрема радіолокаційна рота                              | 1986            | 24.02.2022  | с. Липецьке, Одеська область |
| 6.  | Гуцол Лариса Миколаївна        | старший солдат, 14-та радіотехнічна бригада (Україна), 141-а окрема радіолокаційна рота                              | 1975            | 24.02.2022  | с. Липецьке, Одеська область |
| 7.  | Гордієнко Юлія Андріївна       | майор, Медична служба ЗСУ (підрозділ не встановлений)                                                                | 29.12.1986      | 24.02.2022  |                              |
| 8.  | Кутішевська Людмила Русланівна | старший солдат, 14-та радіотехнічна бригада (Україна), 141-а окрема радіолокаційна рота                              | 1993            | 24.02.2022  | с. Липецьке, Одеська область |
| 9.  | Шапорова Наталія Миколаївна    | солдат, 14-та радіотехнічна бригада (Україна), 141-а окрема радіолокаційна рота                                      | 1986            | 24.02.2022  | с. Липецьке, Одеська область |
| 10. | Беріна Олена Віталіївна        | солдат, 14-та радіотехнічна бригада (Україна), 141-а окрема радіолокаційна рота                                      | 1979            | 24.02.2022  | с. Липецьке, Одеська область |
| 11. | Стратон Алла Вікторівна        | старший cолдат, 14-та радіотехнічна бригада (Україна), 141-а окрема радіолокаційна рота                              | 1970            | 24.02.2022  | с. Липецьке, Одеська область |
| 12. | Добровольська Олена Миколаївна | старший cолдат, 14-та радіотехнічна бригада (Україна), 141-а окрема радіолокаційна рота                              | 1984            | 24.02.2022  | с. Липецьке, Одеська область |
| 13. | Анатій Віра Юріївна            | лейтенант, ВМС України (підрозділ не встановлений)                                                                   | 28.07.1985      | 24.02.2022  | Чорне море                   |
| 14. | Іващенко Наталія Леонідівна    | головний корабельний старшина, військова медсестра медпункту військової частини ЗС України (підрозділ — не уточнено) | 1972            | 24.02.2022  | Київська область             |

## Журналістки
Жінки відіграють важливу роль як журналістки під час російського вторгнення. Лінн Елбер з Associated Press заявила, що «присутність жінок, які висвітлюють події в Україні, відбувається на тлі традиційних ролей та очікувань», але ця присутність «змінила природу репортажів про війну. Вони охоплюють тактику війни, але дають рівні міра до її плати[що?]». Станом на 23 березня двоє з п'яти журналістів, загибель яких під час російського вторгнення підтверджена, були жінками: Олександра Кувшинова та Оксана Бауліна.
Журналістки зіткнулися з особливими труднощами під час російського вторгнення. Foreign Policy цитує журналістку Українського радіо Ірину Славінську, яка сказала після смерти Кувшинової: «На жаль, це часто трапляється з українськими журналістками на війні», які, за її словами, змушені обирати між тим, чи залишитися в зоні конфлікту, щоб працювати, чи втекти зі своїми родинами, на додаток до загрози сексуального насильства.[ненейтрально]

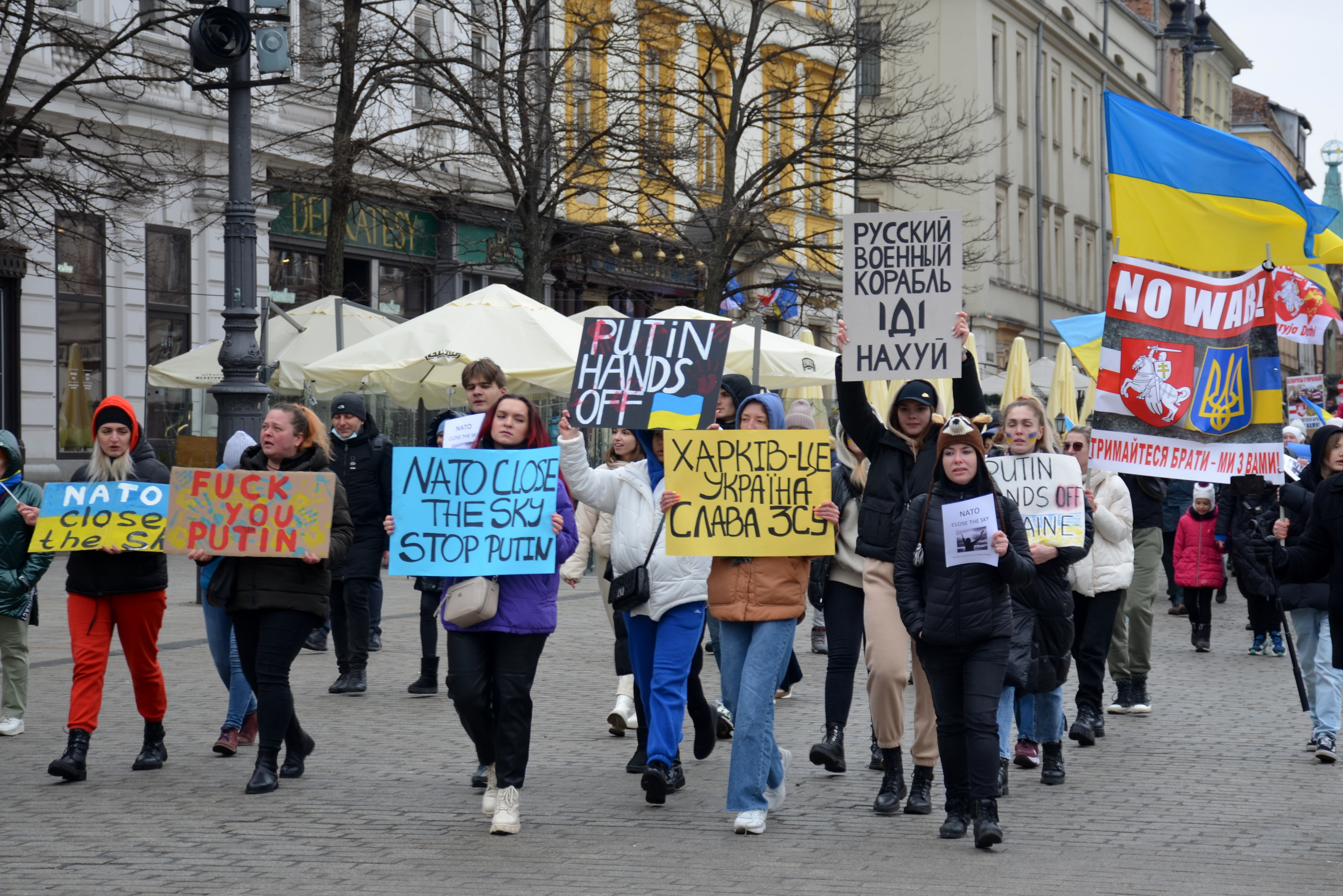
Українські біженки на мітингу в Кракові, 2022

## Жінки в культурній дипломатії

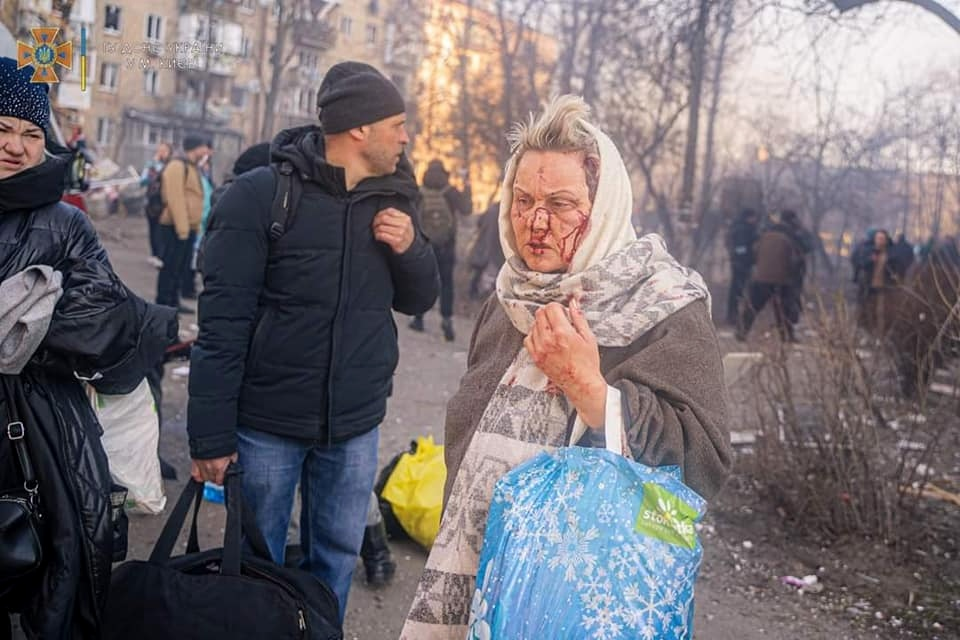
Жінка з травмами обличчя після ракетної атаки Києва 18 березня 2022

- Категорія:Діячки культури, що підтримали Україну

## Військові злочини танасильство проти жінок
Від початку вторгнення російська армія чинить зґвалтування українок усіх вікових груп на тимчасово окупованих територіях, використовуючи сексуальне насильство як зброю війни. Українські народні депутатки Леся Василенко, Альона Шкрум, Марія Мезенцева та Олена Хоменко заявили, що більшість літніх жінок в окупованих Росією містах були страчені після зґвалтування або вдалися до самогубства.
Маріупольська міська рада заявила, що російські війська примусово депортували з міста до Росії кілька десятків тисяч українських жінок і дітей.
Авіаудар по лікарні в Маріуполі був спрямований по пологовому відділенню.

## Цивільні українки

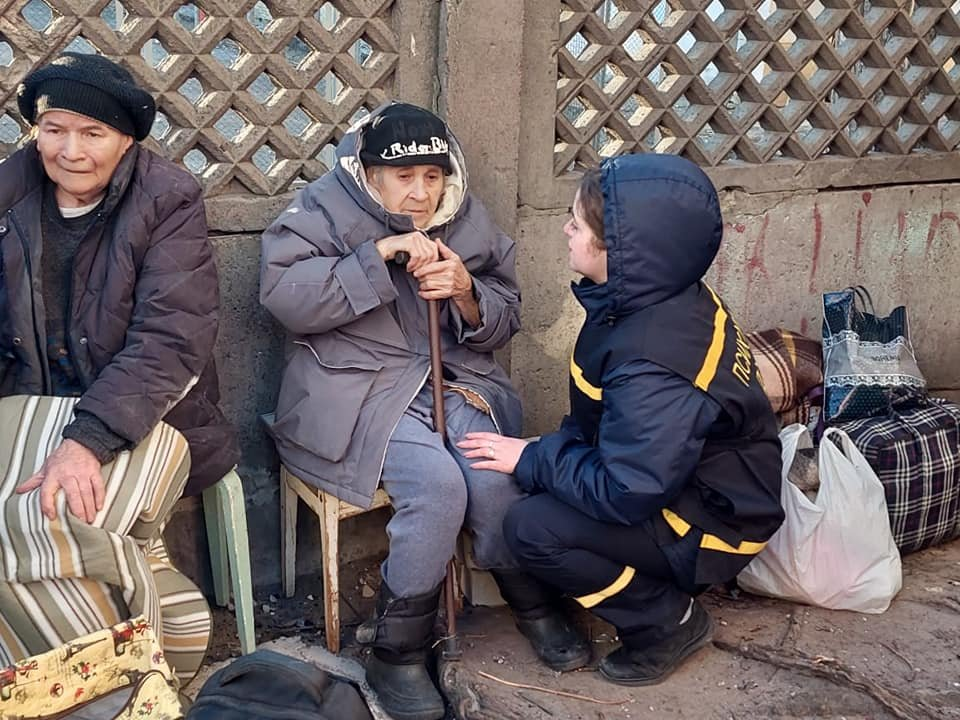
Українська поліцейська з двома жінками в Києві 16 березня 2022

Українці зіткнулися зі значними небезпеками та проблемами під час війни. Цигани стикалися з особливим рівнем дискримінації, часто їм відмовляли у статусі внутрішньо переміщених осіб.

### Криза в освіті
Порушене функціонування системи освіти перекладає на матерів завдання домашнього навчання. Особливо постраждали цигани, оскільки їхня освіта не заохочувалася і до вторгнення.

### Репродуктивне здоров'я
Репродуктивне здоров'я, включно з охороною здоров'я вагітних, в Україні зазнало значних порушень через російське вторгнення. Міжнародна федерація з прав людини заявила, що російське вторгнення «справляє серйозний вплив на жінок, дівчат і маргіналізоване населення в Україні та ставить під загрозу їхнє сексуальне й репродуктивне здоров'я та права». Керолайн Нокс, голова Комітету з питань жінок і рівності британського парламенту, заявила, що «жінки, які врятувалися від війни, втратили доступ до важливих медичних послуг. Вагітні та годуючі жінки часто не можуть отримати доступ до життєво важливих допологових та післяпологових послуг або знайти місця для безпечних пологів».
Сурогатні матері в Україні також повідомили про серйозні проблеми[які?], викликані російським вторгненням.
Попри це, навіть поширення інформації про зґвалтування українок, в Україні з'являлися антиабортні петиції[джерело?].

## Українські біженки та переселенки
Жінки становлять більшу частку українських біженців, які тікають від війни. Юлія Гріс, єдина раввинка в Україні, була змушена покинути країну через російське вторгнення[значущість факту?].

### Дискримінація та насильство проти українських біженок
Біженки також стикалися з дискримінацією та сексуальним насильством за межами України. 22 березня Amnesty International заявила, що «з'являються повідомлення про гендерне насильство щодо жінок і дівчат, що викликає особливе занепокоєння» з точки зору захисту біженців у Польщі. Польські правозахисні групи «спостерігали, як чоловіки в Любліні агресивно наближаються до жінок з України, пропонуючи їм транспорт та проживання».
Рухи проти абортів у Польщі також націлили на українських біженок свою пропаганду та дезінформацію.

## Інше

### У збройних силах РФ
Міноборони РФ за весь період повномасштабної війни визнало загибель лише однієї військовослужбовиці окупаційної армії РФ, 35-ти річної єфрейторки Анастасії Савицької. Вона служила в російській армії з 18-річного віку, поїхати на війну зголосилася самостійно.

### У російському антивоєнному русі
Жінки зіграли значну роль в антивоєнних протестах 2022 року в Росії. Феміністський антивоєнний спротив був започаткований після початку вторгнення. Група очолила акції протесту до Міжнародного жіночого дня, протестуючи біля монументів німецько-радянської війни в кількох містах РФ. Проти війни виступив і Союз комітетів солдатських матерів Росії. «Медуза» заявила, що «здебільшого цим жінкам загрожує справжнє насильство та серйозне ув'язнення». Жінки та гендерні меншини, які протестували проти війни, зазнали жорстокості з боку російської поліції, включно з погрозами сексуальним насильством.

### Транс-жінки
Трансгендерні та небінарні жінки зіткнулися з дискримінацією[ангажоване джерело]. Транс-жінки, які намагалися виїхати з України, стикалися з необхідністю роздягатися й фізичними оглядами на контрольно-пропускних пунктах, їм забороняли виїхати як біженкам. У деяких випадках трансгендерам рекомендували не мати при собі посвідчення особи, щоб уникнути переслідувань під час спроби виїхати з України[джерело?]. Деякі транс-люди, які застрягли в Україні, повідомили, що збільшення доступної зброї через російське вторгнення призвело до збільшення насильницьких погроз щодо транс-людей.